# 花木あのん
花木 あのん（はなき あのん、1989年2月14日 - ）は、日本のAV女優。POPSTARグループ所属。趣味：ダンス。

## 略歴
2009年1月1日に『PurenessソープPlanet 花木あのんAVデビュー 超新人ソープ嬢』でピュアネスプラネット専属女優としてデビュー。

## 作品

### アダルトビデオ
2009年
- PurenessソープPlanet 花木あのんAVデビュー 超新人ソープ嬢（1月1日、ピュアネスプラネット）
- Pureness手コキPlanet 花木あのん 手コキ極淫シチュエーション（2月5日、ピュアネスプラネット）
- 平成生まれのロケットおっぱい　パイズリたっぷり爆乳痴女エステティシャン（3月5日、ディープス）
- いいなり女子校生に生中出し 中出しされる5人の女子校生（7月15日、隼エージェンシー）他出演:蒼木ゆきな、飯島くらら、永井あいこ、ほしのさり
- おねだり痴女 チ○コとザーメンをおねだりする5人の女たち（8月15日、隼エージェンシー）他出演:南りん、雪見紗弥、川上ゆう、飯島くらら
- 巨乳中出し狩り レイプされ中出しされる5人の巨乳（9月15日、隼エージェンシー）他出演:南りん、平井綾、有馬ゆあ、樺月愛華
- こだわりの手コキ 4時間SP 13 35人のハンドメイド（9月15日、隼エージェンシー）他34名出演
- フェラコレ2009秋SP（10月15日、隼エージェンシー）他多数出演

2010年
- お届けAV女優 あなたの部屋でHしませんか?（5月28日、クリスタル映像）他出演:愛音ゆり、泉結愛、稲森しほ